# 朴鼠象
パク・ヒョサン（Park Hye-Sung、1990年4月5日 - ）は、韓国出身の元サッカー選手。
2010年、10日間の入団テストを経てロシアサッカー・プレミアリーグ・FCトム・トムスクと3年契約を結んだが、リザーブチームに所属しトップチームでの出場は無かった。
韓国では年代別の代表（U-15のみ）に選ばれた経験がある。